# 纳格罗塔巴格万
纳格罗塔巴格万（Nagrota Bagwan），是印度喜马偕尔邦Kangra县的一个城镇。总人口5655（2001年）。

## 人口
该地2001年总人口5655人，其中男性2882人，女性2773人；0—6岁人口595人，其中男318人，女277人；识字率78.82%，其中男性为81.19%，女性为76.34%。